# 多瑙赖迈泰
多瑙赖迈泰（匈牙利語：Dunaremete）是匈牙利杰尔-莫雄-肖普朗州所辖的一个村。总面积4.36平方公里，总人口251，人口密度57.6人/平方公里（2011年1月1日）。